# Aníbal Roa Villamil
Aníbal Roa Villamil (Viotá, 1935 - Neiva, 19 de abril de 2025) fue un empresario y agricultor colombiano. 

## Biografía
Nació en Viotá Cundinamarca, desde su niñez cuidó una ganadería de propiedad de su padre. Su carrera empezó en la siembra del café con  sus familiares. Estudió contaduría pero no ejerció.
Se trasladó a Neiva en 1961 a impulsar en los negocios de arroz con la siembra, en 1968 con sus hermanos Rafael Vicente y Ramón fundaron Molinos Roa una compañía de arroz que impulsó  las mejores marcas del producto alimenticio.
En 1985 lanzó la frase Mustafá, el señor del arroz de las señoras que atrajo a consumidores y se consolidará como unas de las mejores marcas del arroz nacional.
Se cambió el nombre de Organización Roa Florhuila donde fue nombrado como director ejecutivo hasta su renuncia y fusionó con varias compañías Arroz doña Pepa y Florhuila.

## Fallecimiento
El 19 de abril de 2025 falleció en el Hospital Universitario de Neiva, tras de complicarse de una enfermedad que lo aquejaba desde varios meses atrás los familiares lo informaron su fallecimiento.